# Severí Albarracín Broseta
Severí Albarracín Broseta, en texts antics també anomenat Severino, (Llíria, País Valencià, 1850 -Barcelona, 1878) fou un dirigent anarquista valencià, que treballava com a mestre d'escola. Militant de la FRE de l'AIT, assistí al 2n congrés de la FRE de l'AIT a Saragossa el 1872, on fou nomenat membre del Consell Federal (secretari de la comarca del Sud) i, quan el congrés de Còrdova eliminà el Consell Federal, (desembre 1872-gener 1873) fou designat per formar part de la Comissió de Correspondència i Estadística, a més de secretari de l'Interior.
Participà en la  revolta cantonalista d'Alcoi de 1873, on presidí el Comitè de Salut Pública. Un cop suprimida la revolta, es refugià a Suïssa, on residí usant els documents d'identitat de Gabriel Albagès. Participà en el Congrés de Berna de l'AIT d'octubre de 1876 i es relacionà amb Piotr Kropotkin. Tornà a Espanya l'any 1877 i s'instal·la a Barcelona on morí de tuberculosi el febrer de 1878.